# José Iván Gutiérrez
José Iván Gutiérrez Palacios (født 27. november 1978 i Suances, Kantabrien) er en tidligere spansk professionel landevejsrytter.
José Iván Gutiérrez har været national mester i Spanien, dobbelt spansk mester i enkeltstart, og han har sølvmedalje i VM i enkeltstart fra 2005.